# Camelobaetidius
Camelobaetidius is een geslacht van haften (Ephemeroptera) uit de familie Baetidae.

## Soorten
Het geslacht Camelobaetidius omvat de volgende soorten:
- Camelobaetidius alcyoneus
- Camelobaetidius anubis
- Camelobaetidius arriaga
- Camelobaetidius billi
- Camelobaetidius cayumba
- Camelobaetidius dryops
- Camelobaetidius edmundsi
- Camelobaetidius francischettii
- Camelobaetidius hamadae
- Camelobaetidius huarpe
- Camelobaetidius ipaye
- Camelobaetidius janae
- Camelobaetidius juparana
- Camelobaetidius kickapoo
- Camelobaetidius kondratieffi
- Camelobaetidius lassance
- Camelobaetidius leentvaari
- Camelobaetidius maidu
- Camelobaetidius mantis
- Camelobaetidius maranhensis
- Camelobaetidius mathuriae
- Camelobaetidius matilei
- Camelobaetidius mexicanus
- Camelobaetidius musseri
- Camelobaetidius ortizi
- Camelobaetidius patricki
- Camelobaetidius penai
- Camelobaetidius phaedrus
- Camelobaetidius rufiventris
- Camelobaetidius serapis
- Camelobaetidius shepardi
- Camelobaetidius spinosus
- Camelobaetidius suapi
- Camelobaetidius tantillus
- Camelobaetidius tuberosus
- Camelobaetidius variabilis
- Camelobaetidius waltzi
- Camelobaetidius warreni
- Camelobaetidius yacutinga